# Abbeville (Louisiana)
Abbeville è una città della Louisiana (USA), capoluogo della Parrocchia di Vermilion. Nel censimento del 2000 contava 11 887 abitanti.

## Geografia fisica
Abbeville è situata a 29°58'21" N, 92°7'45" O; occupa una superficie di 14,8 km².

## Storia
La città fu fondata nel 1843 da padre A. D. Megret (che la chiamò Abbville). Nel 1847 venne nominato il suo primo sceriffo (Nathan Perry) e nel 1854 divenne sede del tribunale della Parrocchia. Il 19 febbraio 1903 andò in gran parte distrutta da un incendio.

## Manifestazioni
- Daylily Festival and Garden Show
- Giant Omelette Celebration
- Les Lumieres du Village d'Abbeville
- Louisiana Cattle Festival
- Vermilion Carousel of Arts